# Kim Jaggy
Kim Jaggy est un footballeur haïtiano-suisse né le 14 novembre 1982 à Varonne.
Il inscrit son premier but international lors de sa première sélection le 7 octobre 2011 aux Îles Vierges des États-Unis.

## Carrière
- 1999-2007 : Grasshopper Zürich -  Suisse
- 2007-2009 : Sparta Rotterdam -  Pays-Bas
- 2009-2011 : AO Xanthi -  Grèce
- 2011-2014 : FC Wil -  Suisse
  - 2013-2014 : FC Aarau -  Suisse (prêt)
- depuis 2014 : FC Aarau -  Suisse

## Buts internationaux
|    | Date           | Lieu                                                              | Adversaire                  | Résultat | Compétition                             |
| -- | -------------- | ----------------------------------------------------------------- | --------------------------- | -------- | --------------------------------------- |
| 1. | 7 octobre 2011 | Paul E. Joseph Stadium, Frederiksted, Îles Vierges des États-Unis | Îles Vierges des États-Unis | 0-7      | Éliminatoires de la coupe du monde 2014 |